# Hugo Hesse
Hugo Hesse (* 18. November 1855 in Wechselburg-Altzschillen; † 4. Januar 1923 in Kulmbach) war ein deutscher Naturwissenschaftler.

## Leben
Hugo Wilhelm Hesse stammte aus Altzschillen, heute Stadtteil von Wechselburg in Sachsen. Der frühe Tod des Vaters verhinderte ein naturwissenschaftliches Studium und zwang Hesse, eine Drogistenlehre anzutreten. Nachdem er einige Jahre lang das Geschäft einer Verwandten in Hof geführt hatte, eröffnete er 1894 die erste Drogerie in Kulmbach. Seine Ehefrau Jeanne Marie Oger (* 15. Januar 1866 in Nantes; † 27. Februar 1937 in Kulmbach) hatte er am 21. Juli 1894 in deren Heimatstadt Nantes geheiratet. Er starb am 4. Januar 1923 in Kulmbach und liegt auf dem neuen Kulmbacher Friedhof begraben.

## Tätigkeiten als Heimatforscher
Schon von Kindesbeinen an zeigte Hugo Hesse für die Naturwissenschaften, insbesondere die Zoologie und Geologie, großes Interesse. Der frühe Tod des Vaters verhinderte jedoch ein entsprechendes Studium, dennoch erwarb sich Hesse als Autodidakt umfassende Kenntnisse in den genannten Bereichen. Das erworbene theoretische Wissen ergänzte er durch Beobachtung und Untersuchung der Natur und eine vielseitige Sammeltätigkeit. Besonders widmete er sich der Erforschung des Buntsandsteins und den darin eingebetteten fossilen Fährten des Chirotheriums. Eine Art des Handtieres, das Chirotherium hessei, ist nach ihm benannt. Seine Sammlung umfasste schließlich 1900 Versteinerungen aus allen im Kulmbacher Umland vertretenen geologischen Schichten, 140 Mineralien, mit denen er den geologischen Aufbau der Landschaft einschließlich der umgebenden Gebirge darzustellen vermochte, 190 Präparate aller hier brütenden und durchziehenden Vogelarten, 125 Nester und Tierbaue, 35 Präparate der wichtigsten einheimischen Säugetiere, 5500 Schmetterlinge, Käfer, Libellen, Heuschrecken und anderer Insekten aus dem Obermaingebiet, 100 Schnecken- und Muschelgehäuse und 300 Schädel verschiedener Tiere. Die Sammlung war eine wissenschaftliche Fundgrube und galt als eine der besten in Deutschland, da sie als ausgesprochene Lokalsammlung zugleich einen umfassenden Nachweis für die örtlichen Verhältnisse ergab. Hesse hatte sich zu einem meisterhaften Präparator entwickelt und legte größten Wert auf die Wissenschaftlichkeit seiner Arbeit. Zu diesem Zweck stand er mit den führenden Fachgelehrten seiner Zeit in regem Schrift- und Tauschverkehr. Seit 1906 war Hesses naturwissenschaftliche Sammlung im Kulmbacher Luitpoldmuseum ausgestellt; 1935 wurde sie durch Hans Günther und Hans Edelmann in den Räumen der Plassenburg neu eingerichtet. Dort wurde sie in den Wirren des Kriegsendes 1945 größtenteils vernichtet.

## Ehrungen
Das „naturwissenschaftliche Kränzchen“ in Kulmbach ernannte Hugo Hesse 1922 zu seinem Ehrenmitglied. Die Stadt Kulmbach benannte nach ihm eine Straße.